# لئون دوده

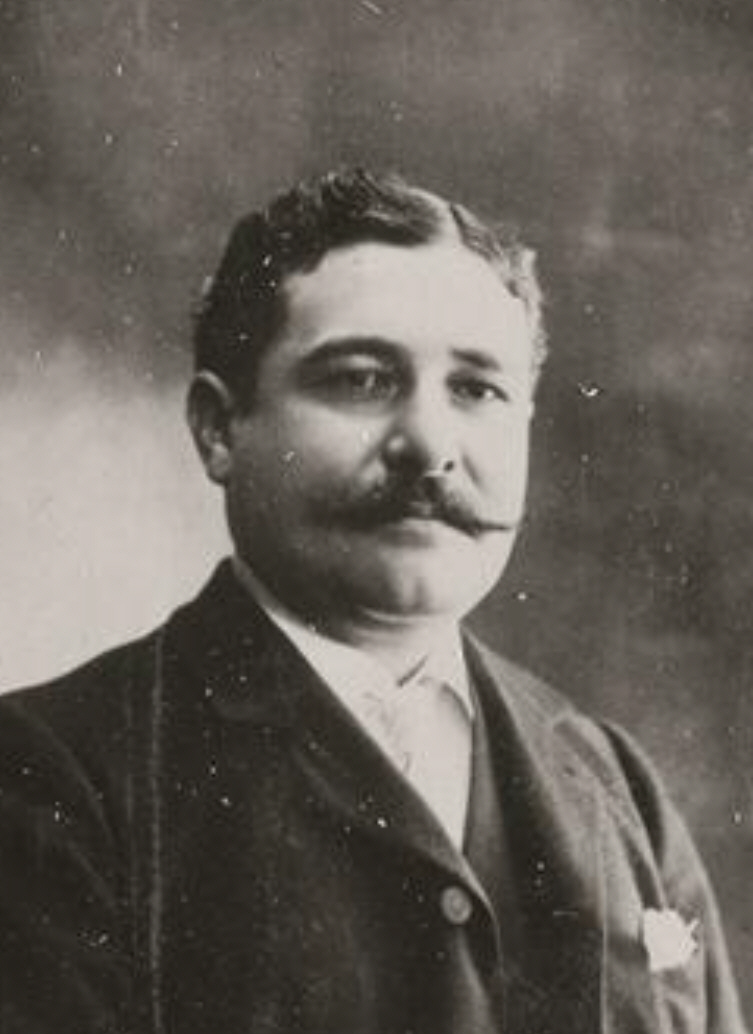
Léon Daudet.

لئون دوده (به فرانسوی: Léon Daudet) ‏(۱۶ نوامبر ۱۸۶۷ - ۳۰ ژوئن ۱۹۴۲) نویسنده ، روزنامه‌نگار و سیاستمدار فرانسوی بود. او طرفدار سلطنت و از راست گرایان افراطی و همچنین از اعضای آکادمی گنکور بود. دوده بعد از ماجرای دریفوس مجله اکسیون فرانسز(Action Française) را تأسیس کرد.
لئون دوده فرزند آلفونس دوده، رمان‌نویس مشهور فرانسوی بود. او در نوامبر ۱۸۶۷ در پاریس زاده شد و در ژوئن ۱۹۴۲ در سن-رمی-دو-پروانس درگذشت.